# Zastava Palestine
Zastava Palestine je dizajnirana 1916. za vrijeme arapske pobune protiv Otomanskog Carstva. 1917. godine je korištena kao zastava arapskog nacionalnog pokreta. 1948. vlada cijele Palestine je ponovo usvojila zastavu, a 1964. godine je usvojena kao zastava palestinskog naroda. 1988. godine zastava je postala službena zastava države Palestine. 
Zastava se sastoji iz tri vodoravne linije panarapskih boja (crna, bijela i zelena) i crvenim trokutom na lijevoj strani. 

## Također pogledajte
- grb Palestine